# 嘉義會戰 (1863年)
吳鴻源嘉義縣會戰，戴潮春事件系列戰役之一，起於同治二年（1863年）農曆二月十五日，署福建水師提督吳鴻源入主嘉義縣城後，在嘉義縣境（清代嘉義縣境含部份雲林縣區域）與天地會紅軍一系列交戰的戰役，兩軍在二重溪一帶（今雲林縣斗南鎮）僵持良久，至七月廿八日吳鴻源被閩浙總督左宗棠奏請免職，其水師提督印由時任署臺灣北路協副將（掛記名總兵銜）曾元福接掌告終。

## 背景
同治元年（1862年）農曆十二月廿四日，署福建水師提督吳鴻源徵調廈門水師提標營、金門鎮:159、海壇鎮共計1600名兵勇，又自泉州同安招募1500名壯勇、水勇880名抵達臺灣府（吳鴻源原籍福建同安），另有陳飛鷹因海風之故，至府城登陸的兵勇600人，總數將近5000名援軍抵達臺灣。:851
同治二年（1863年）二月十二日，吳鴻源率領客軍（外地來的軍隊）與店仔口豪族吳志高合作，進軍嘉義縣城，並成功於二月十五日擊潰天地會紅軍，戴老見（應為戴潮春之叔）被清軍斬殺，天地會自嘉義縣城外撤軍、退守斗六門。
吳鴻源鑒於前一年臺灣鎮總兵林向榮輕出嘉義縣城後、在斗六門之役陣亡，用兵謹慎，決定先於斗六門與嘉義縣城之間「危險通道」一帶清理戰場，再思北取彰化縣城之策，所以和嘉義紅軍股首在二重溪（今雲林縣斗南鎮）、南靖庄（今嘉義縣水上鄉）一帶近戰交鋒:851-852，導致大軍朝北進展頗慢，與臺灣道道尹洪毓琛速戰速決的戰略背道而馳，洪毓琛屢屢催促吳鴻源進軍，兩位文武大員意見相互僵持。

## 過程

1930年臺南州行政區劃圖。（含括今雲林縣、嘉義縣、台南市，清代古地名可供參考）

同治二年（1863年）二月間，吳鴻源駐留嘉義縣城周圍，與當地股首嚴辦、呂仔梓等民團會戰，吳鴻源遣派守備蘇吉良、徐榮生進攻劉厝庄、小定厝、上塗溝、下塗溝等「危險通道」鏖戰三個月餘，天地會紅軍乃有呂仔梓夫妻、羅彭胡、葉新婦、何錢鼠等頑強抵禦。
四月間，福州將軍覺羅耆齡委派曾元福率領1000名兵勇自鹿港登陸，駐兵白沙坑、觀音山兩處（今花壇鄉東北部），不時支援吳鴻源大軍。
五月間，吳鴻源麾下蘇吉良、徐榮生與紅軍呂仔梓、羅彭胡激戰正酣，藍翎都司陳康泰陣亡，官軍已顯敗勢，曾元福遣派援軍即時趕到，蘇吉良、徐榮生趕緊調頭力抗紅軍。此役呂仔梓妻亦上場參戰，見己方勢力稍頹，便決議親率兵勇挽回局勢，但卻不幸被大炮擊中腦袋而死，紅軍頓失一將，軍心大跌，官軍乘勢反撲，連戰兩日兩夜，生擒紅軍將領葉新婦、何錢鼠，另一名股首嚴辦則趕緊遁逃至新港避難，後，呂仔梓請降，清軍在呂仔梓引領下奪取大崙庄。
吳鴻源自二月中解嘉義縣城之圍後，至五月總計三個月期間，部屬蘇吉良、徐榮生在嘉義縣各處「危險通道」鏖戰，歷經三百餘戰，總算清莊通道，使嘉義一帶路經村莊降伏官軍，惟兵勇損傷者甚多。
天地會在二重溝、南靖庄一帶面臨村莊搭建竹圍、炮櫃，防禦穩固，堅守三個月餘，官軍遲遲不得北進；五月廿七日，吳鴻源在南路招募的1000名客民壯勇，因積欠口糧，在南靖庄一帶嘩變，令天地會紅軍有可趁之機，更造成官軍不少兵丁傷亡逃逸。:852-853

## 吳鴻源革職
同治二年（1863年）四月，新任閩浙總督左宗棠接辦福建、臺灣軍務，對於吳鴻源在二月間傳來解嘉義縣城之圍的戰功，左宗棠卻認為功勞應歸諸在笨港鄉紳陳澄清以及店仔口豪族吳志高的襄助，表露出對吳鴻源治軍缺乏信心的立場。（林豪、吳德功則認為兩次大甲城戰役也發揮很大的牽制效果）:852
臺灣道道尹洪毓琛在吳鴻源於嘉義縣前線交戰期間，一直對吳鴻源北上進展緩慢甚為不滿，當是時，吳鴻源大軍受困二重溪一帶竹圍防護的村庄，竹圍嚴密非常、難以攻破，卻被洪毓琛直書痛批「不解吳帥何以久攻不下？」，更以「擁兵滯逗」之名問罪吳鴻源，雙方書信爭辯不休，最後吳鴻源心力交瘁，決議罷兵班師。六月，久病纏身的洪毓琛病況加劇，在府城病逝。七月廿八日，左宗棠奏請將吳鴻源革職，另命時任台灣北路協副將曾元福代理吳鴻源舊職；曾元福原本紮軍白沙坑，後逢兵士多名染疫便撤軍南下；九月廿一日，曾元福循海道乘船至嘉義縣麥寮港登岸，接掌篆印（即福建水師提督官印），統率吳鴻源留下來的部隊。
吳鴻源被朝野革職後，閩浙總督左宗棠鑒於客軍（外地軍隊）容易嘩變，一改先前調派客軍鎮壓臺灣叛亂的方針，推舉臺灣當地將領如阿罩霧家族林文察、林文明返鄉鎮壓叛亂，經過一番朝廷辯論後（本籍迴避爭議），左宗棠與福建巡撫徐宗幹的堅持之下，先讓林文明先挑選臺勇舊部返臺支援（兵勇2600名，可另召生番400名），嗣後授林文察領「署福建陸路提督」銜，八月十八日下令林文察主導臺灣軍務；九月十日，林文察率領 500兵丁自泉州配渡，授福建陸路提督職於十月間赴往臺灣。:852-853:136-137:283